# Parc national alpin
Le parc national alpin (The Alpine National Park) est un parc national au Victoria en Australie, situé au nord-est de Melbourne. Il couvre la plus grande partie des sommets de la Cordillère australienne au Victoria, la plus grande partie du domaine skiable de l'État, les bois et plaines subalpines du plateau Bogong et le point culminant du Victoria le mont Bogong.
Le parc est de plus en plus victime de feux de forêts. De grands incendies de décembre 2006 à janvier 2007 et au début de 2003 ont détruit plus de 10 000 km², les plus graves incendies en Australie depuis les incendies du Vendredi Noir en 1939.
Fait inhabituel pour un parc national australien, un certain nombre de têtes de bétail est autorisé à paître sur les plateaux du parc pendant les mois d'été. En mai 2005, le gouvernement de l'État du Victoria annonça des plans pour interdire cette pratique mais le gouvernement fédéral a fait valoir la pratique ancienne de la méthode dans ces régions pour passer outre à la décision du Victoria. 
La limite est et nord-est est par endroits sur la frontière avec la Nouvelle-Galles du Sud alors que de l'autre côté la limite se fait avec le parc national du Kosciuszko.
Le parc est divisé en quatre secteurs:
- Wonnangatta-Moroka
- Bogong
- Tingaringy-Cobberas
- Dartmouth